# Hòa Vang (huyện in Đà Nẵng)
Hòa Vang is een district in de Vietnamese stad met provincierechten Đà Nẵng (stad). De hoofdplaats van Hòa Vang is thị trấn Hòa Phong.

## Geografie en topografie
Hòa Vang ligt in het westen van Đà Nẵng en grenst aan de provincies Quảng Nam en stad Huế. De aangrenzende huyện in Quảng Nam zijn Đông Giang, Đại Lộc en Điện Bàn. De aangrenzende huyện in Huế Nam zijn Nam Dông en Phú Lộc. De aangrenzende quận in Đà Nẵng zijn Liên Chiểu, Cẩm Lệ en Ngũ Hành Sơn.

### Administratieve eenheden
- Xã Hòa Bắc
- Xã Hòa Châu
- Xã Hòa Khương
- Xã Hòa Liên
- Xã Hòa Nhơn
- Xã Hòa Ninh
- Xã Hòa Phong
- Xã Hòa Phú
- Xã Hòa Phước
- Xã Hòa Sơn
- Xã Hòa Tiến